# Жилое помещение

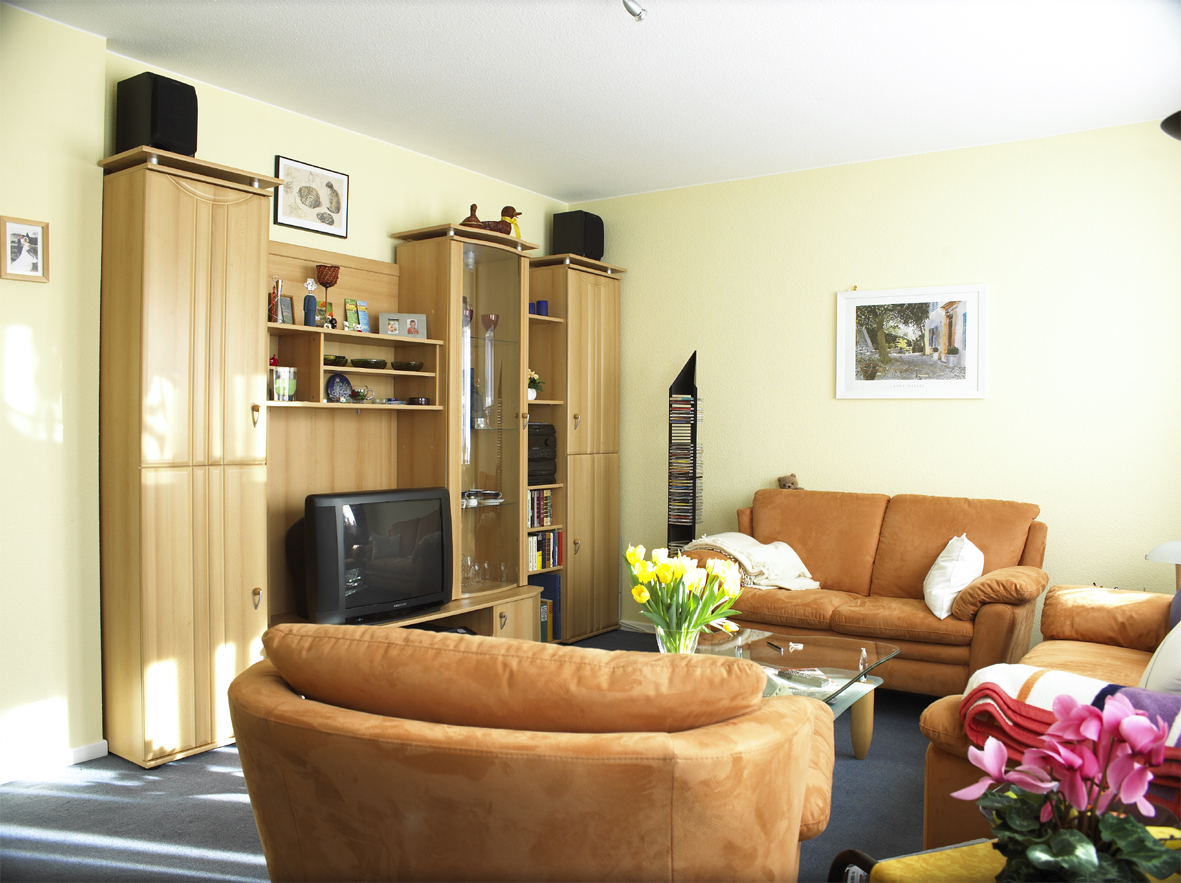
Комната.

Жило́е помеще́ние — изолированное помещение, которое является недвижимым имуществом, пригодное для постоянного проживания людей. 
Положения о жилом помещении в Российской Федерации — России регламентируются Жилищным кодексом Российской Федерации.

## Виды жилых помещений
К жилым помещениям относятся:
- Жилой дом, часть жилого дома. Жилым домом признаётся индивидуально-определённое здание, которое состоит из комнат, а также помещений вспомогательного использования, предназначенных для удовлетворения гражданами бытовых и иных нужд, связанных с их проживанием в таком здании.
- Квартира, часть квартиры. Квартирой признаётся структурно обособленное помещение в многоквартирном доме, обеспечивающее возможность прямого доступа к помещениям общего пользования в таком доме и состоящее из одной или нескольких комнат, а также помещений вспомогательного использования, предназначенных для удовлетворения гражданами бытовых и иных нужд, связанных с их проживанием в таком обособленном помещении. Одна из разновидностей квартиры - коммунальная квартира.
- Комната. Комнатой признаётся часть жилого дома, общежития или квартиры, предназначенная для использования в качестве места непосредственного проживания граждан в жилом доме, общежитии или квартире.
- Мансарда, жилое помещение под крышей[2].
- Казарма[3].
- Барак[4][5].
- Землянка[6].
- Каюты и кубрики[7].
- и другие.